# Masacre de Ganghwa
La masacre de Ganghwa ( 강화 양민학살 사건 (en hanja, 江華良民虐殺事件)   Fue una masacre perpetrada por las fuerzas surcoreanas, la policía surcoreana y milicianos pro-surcoreanos, entre el 6 y el 9 de enero de 1951, que afectó a entre 212 y 1300 civiles desarmados en el condado de Ganghwa, en la ciudad metropolitana de Incheon, Corea del Sur. Las víctimas eran supuestos colaboradores del Ejército Popular de Corea durante la ocupación norcoreana. Antes de esta masacre, 140 personas fueron ejecutadas en Ganghwa como parte de la masacre de la Liga Bodo en 1950. 
En 2003, el Centro Cultural Ganghwa publicó un libro histórico que describe la masacre.   El 26 de febrero de 2006, los Archivos Nacionales de Corea admitieron un documento oficial del 30 de agosto de 1951 en el que el entonces fiscal general Jo Jinman informaba al entonces primer ministro Chang Myon sobre la masacre.  El 17 de julio de 2008, la Comisión de la Verdad y la Reconciliación del gobierno surcoreano reconoció la masacre de civiles. 